# SAKURAマジック -しあわせになろう-
「SAKURAマジック〜しあわせになろう〜」は、野川さくらの4thシングルである。

## 収録曲
1. SAKURAマジック〜しあわせになろう〜
  - 作詞：野川さくら、作曲：影山ヒロノブ、編曲：須藤賢一
  - 2ndアルバム『U・La・Ra』にも、収録されている
2. Hello My Love
  - 作詞・作曲：影山ヒロノブ、編曲：須藤賢一
  - 2ndアルバム『U・La・Ra』に収録されている
3. SAKURAマジック〜しあわせになろう〜（off vocal）
4. Hello My Love（off vocal）
5. 暑中お見舞い申し上げます。（ボーナス・トラック）
  - 作詞：野川さくら、作曲：影山ヒロノブ、編曲：須藤賢一・影山ヒロノブ